# Mazda MX-5

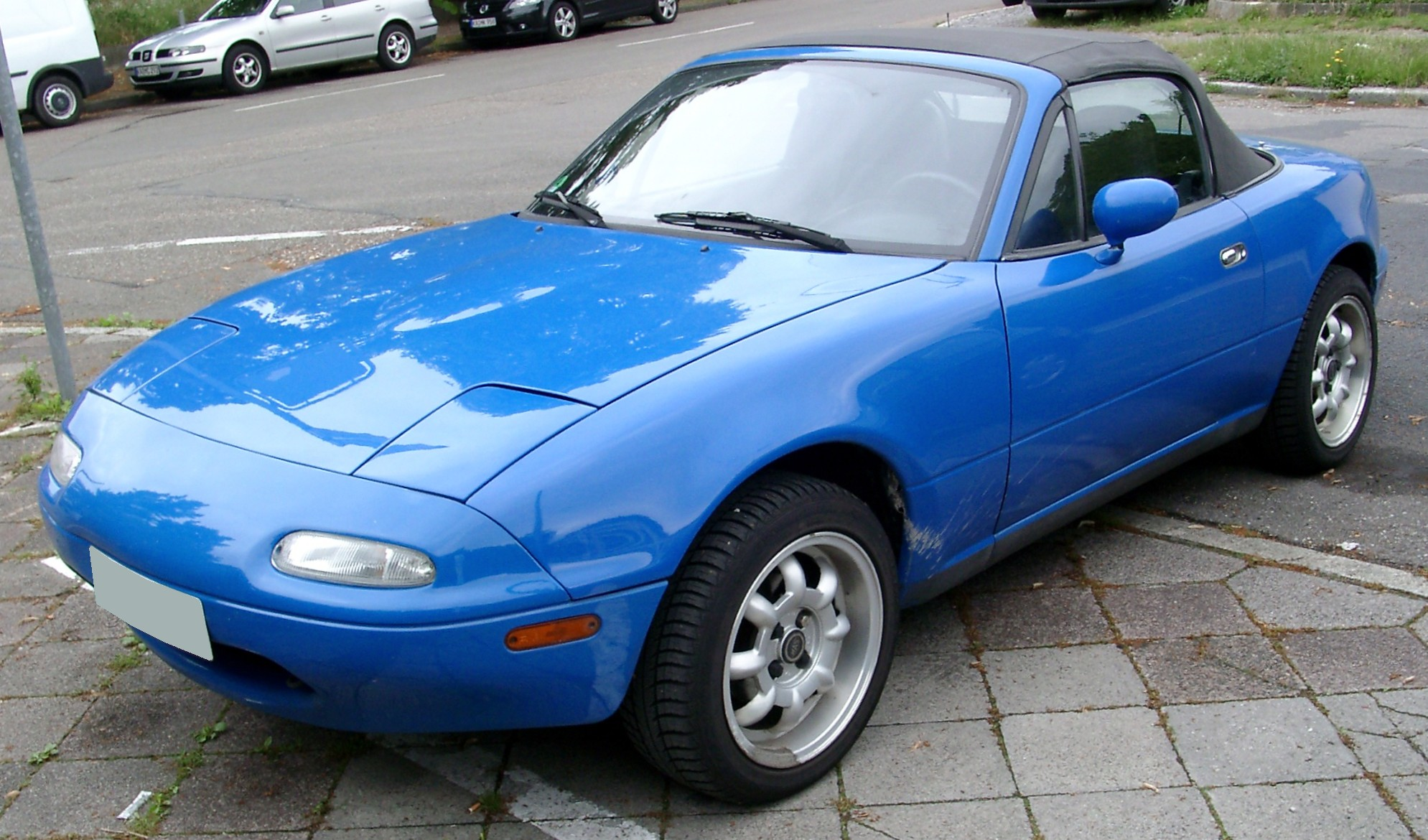
Mazda MX-5 NA

Mazda MX-5 (v Americe známa pod názvem Miata, v Japonsku Roadster) je lehký, dvousedadlový kabriolet s klasickou koncepcí, tj. motorem uloženým vpředu a pohonem zadních kol. Výrobcem je Mazda, sídlící v Japonské Hirošimě.
Mazda začala s výrobou první generace MX-5 (zvané NA) v roce 1989 a byla vyráběna v motorizacích 1.6 a 1.8, stejně jako její zmodernizovaná verze NB, která přišla v roce 1998. V roce 2006 vznikla třetí generace NC s motory 1.8 a 2.0. Zatím poslední generací je MX-5 ND, která je novinkou roku 2015 s motorizacemi 1.5 a 2.0. Koncepce MX-5 je převzatá od britských sportovních kabrioletů ze 60. let, především Lotus Elan nebo Triumph Spitfire. Je to vůz s jednou z nejlepších ovladatelností na světě a těží především ze své nízké hmotnosti (u všech generací okolo 1000 kg). V roce 2011 byla MX-5 zapsána do Guinnessovy knihy rekordů jako nejprodávanější sportovní vůz na světě.

## MX-5 NA
První generace Mazdy MX-5, zvaná NA, byla představena 10. února 1989 na autosalonu v Chicagu. V Americe a Japonsku se začala prodávat už v roce 1989, Evropa si musela počkat do roku 1990. MX-5 vzbudila obrovský ohlas, reakce novinářů byly nadšené a poptávka přesáhla výrobní možnosti Mazdy.

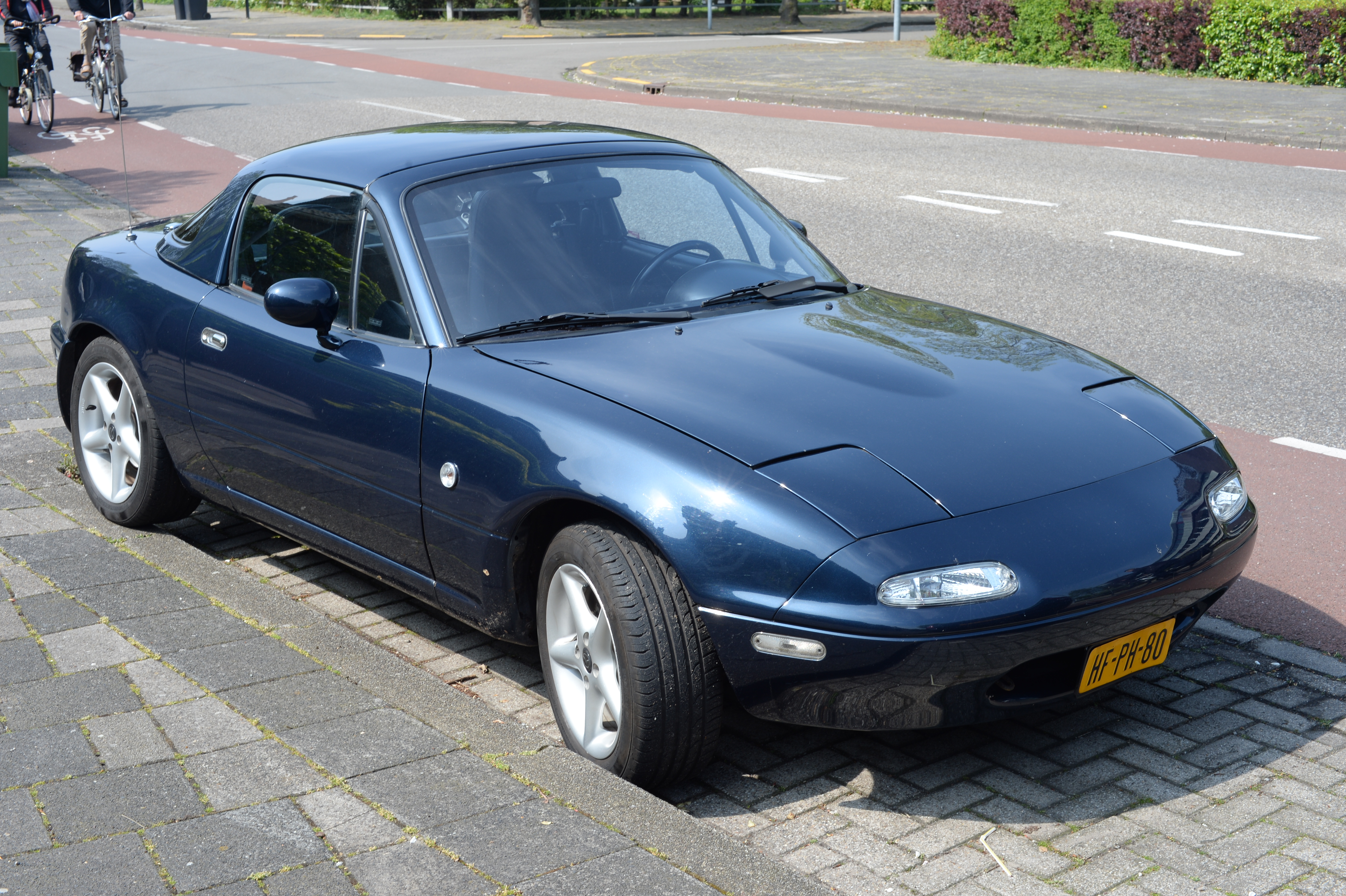
Mazda MX-5 NA

Vůz měl motor uložený vepředu, pohon zadních kol a plátěnou stahovací střechu. První verze měla 85 kW (115 koní), hmotnost byla okolo 950 kg (dle výbavy). Později přibyla verze s objemem 1.8 litru a výkonem 96 kW (131 koní) a slabší levnější verzí 1.6 s výkonem 66 kW (90 koní). Základem všech motorizací byla pětistupňová manuální převodovka, ale v Japonsku i USA se nabízel také automat. Ten se však příliš úspěšným nestal. Na stejných trzích byl k dostání také zadní diferenciál s omezenou svorností.
Výroba první generace skončila v roce 1997 a dnes se z ní pomalu stává vyhledávaná klasika s rostoucí hodnotou.

## MX-5 NB
Výroba druhé generace začala v roce 1998. Byla to v podstatě výrazně modernizovaná první generace. Nejvýraznější rozdílem oproti první generaci je absence výklopných světel, tzv. "mrkaček", díky čemuž se zlepšila aerodynamika auta. Oproti první generaci má o něco vyšší hmotnost. V této generaci byla také poprvé možnost mít šestistupňovou manuální převodovku.

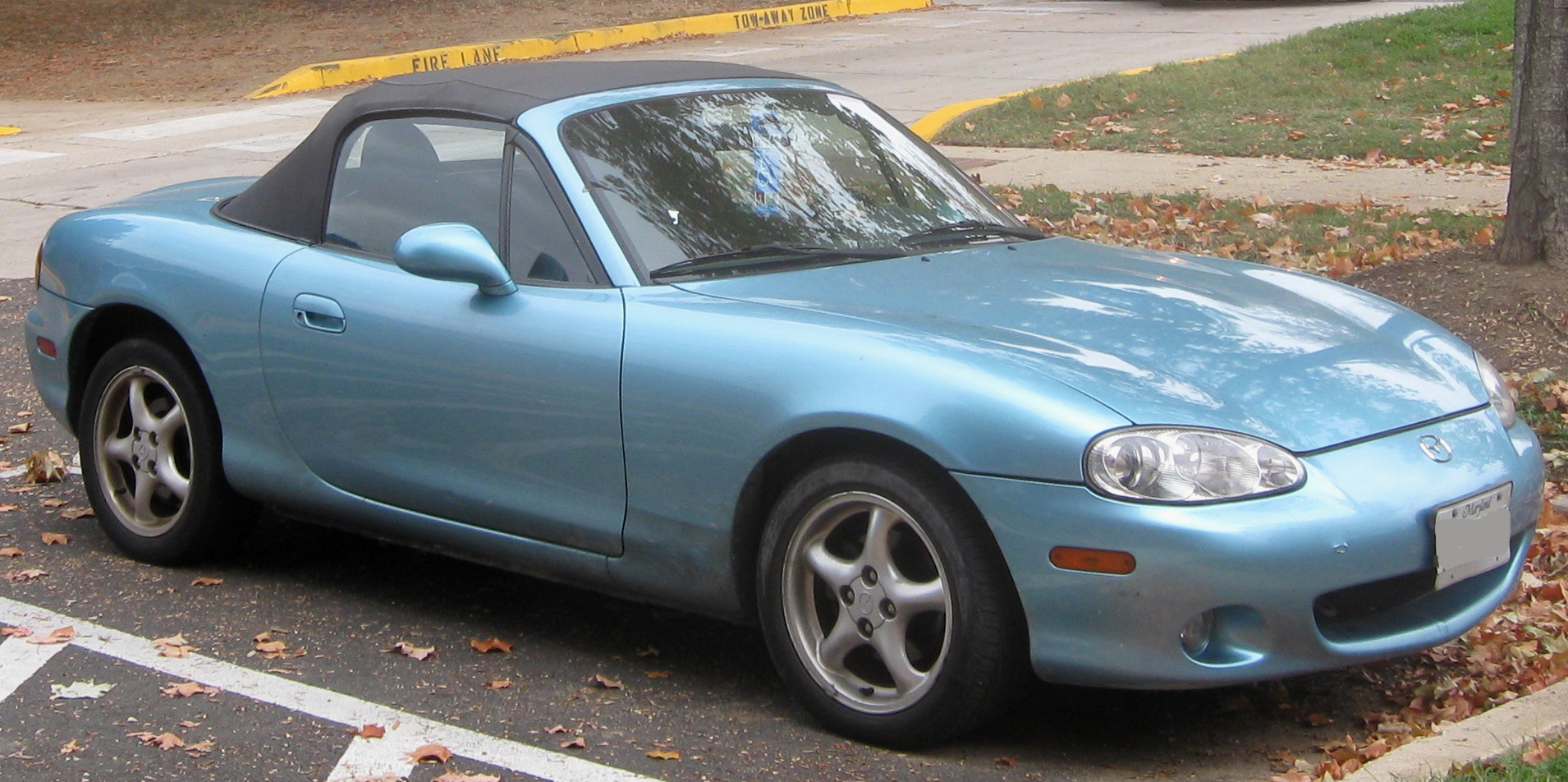
Druhá generace

## MX-5 NC
Třetí generace byla představena v roce 2006. Oproti druhé generaci je opět o něco větší, těžší, ale také bezpečnější.
V roce 2009 byla vyrobena limitovaná edice k 20. výročí výroby MX-5. Tato limitovaná edice čítala 2000 ks a vyráběla se pouze v bílé a fialové metalíze a v červené barvě. V Čechách je od každé barvy teto limitované edice pouze několik kusů.

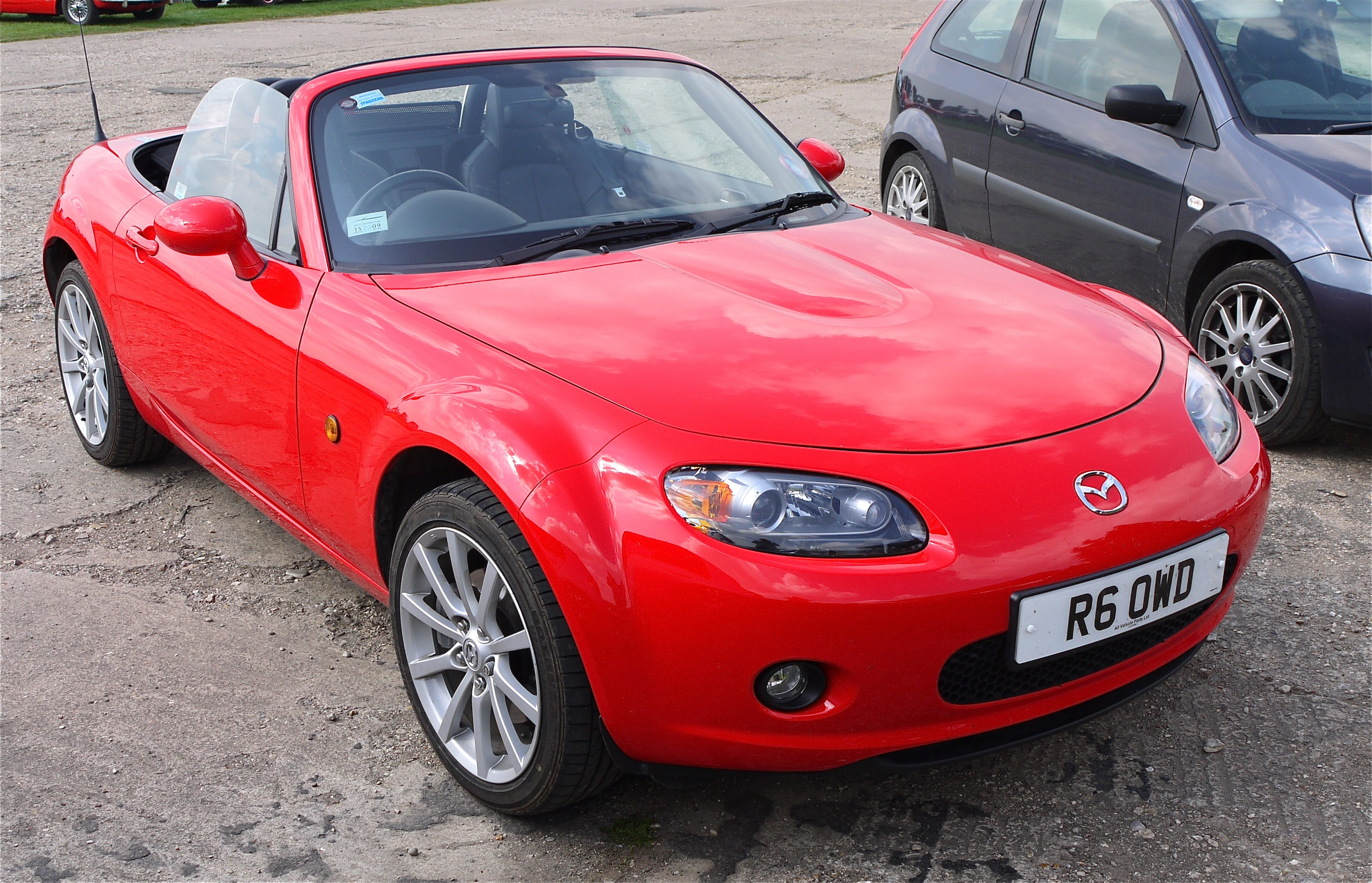
Třetí generace

## MX-5 ND
Čtvrtá generace byla představena v roce 2015. Oproti třetí generaci je menší a o něco lehčí, protože je vyrobena z lehčích materiálů podle současné filosofie Mazdy "Skyactiv". Vnější design je vytvořen podle současného designového stylu Mazdy nazvaného "Kodo" s ostře řezanými tvary.

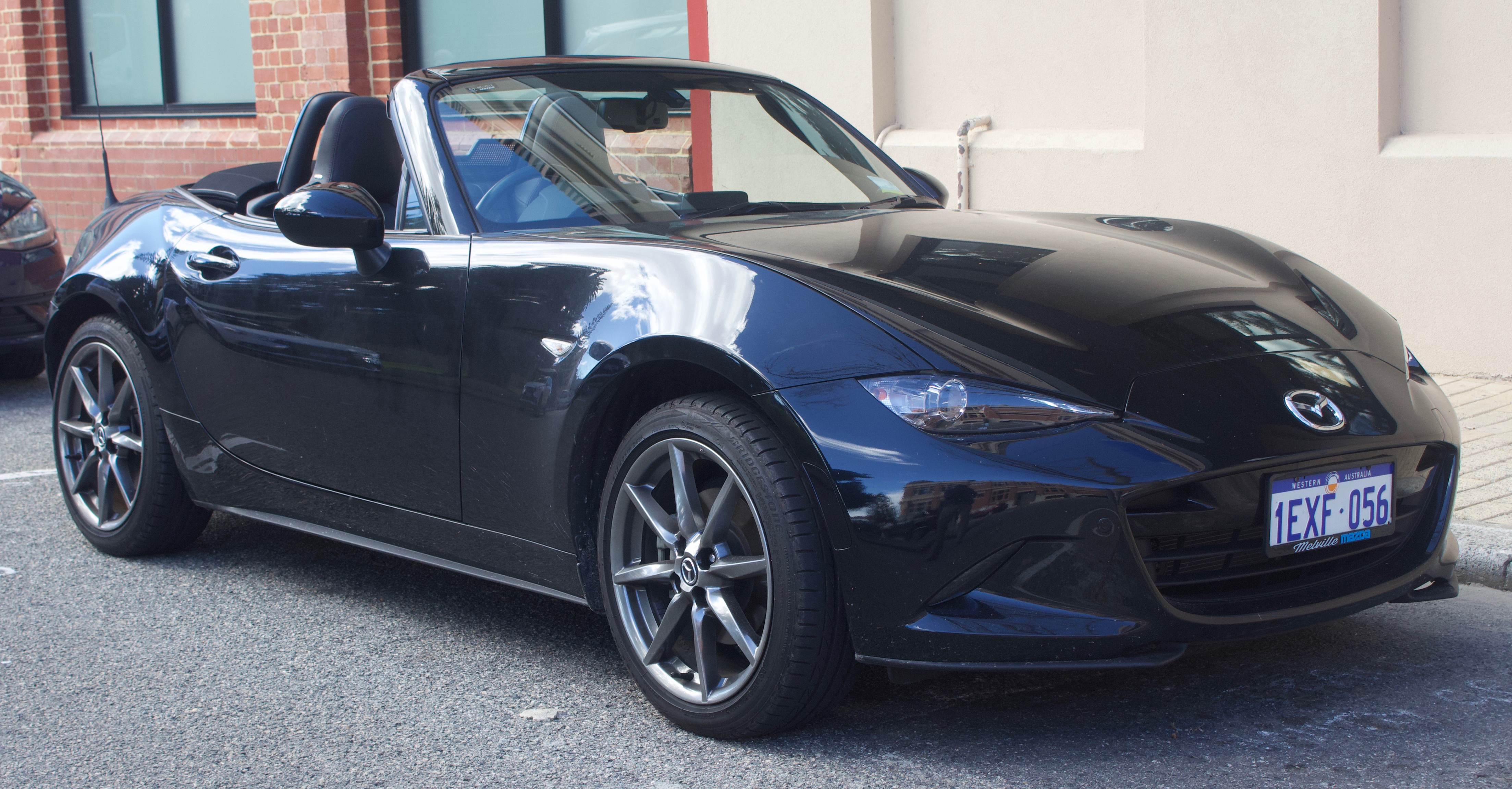
Čtvrtá generace